# Mainvoetbalkampioenschap 1908/09
In 1908/09 werd het zesde Mainvoetbalkampioenschap gespeeld, dat georganiseerd werd door de Zuid-Duitse voetbalbond. De competitie werd georganiseerd als Nordkreisliga, maar nu de clubs uit Mannheim naar de Westkreisliga overgeheveld werden speelden hier enkel clubs uit de Maincompetitie. 
Hanau 93 werd winnaar van de Nordkreisliga en werd derde in de Zuid-Duitse eindronde. 

## Nordkreisliga

### Afdeling 1
| Plaats | Club                         | Wed.           | W              | G              | V              | Saldo          | Ptn.           |
| ------ | ---------------------------- | -------------- | -------------- | -------------- | -------------- | -------------- | -------------- |
| 1.     | FSV Frankfurt                | 12             |                |                |                | 49:12          | 23:1           |
| 2.     | FC Viktoria 94 Hanau         | 12             |                |                |                | 39:17          | 18:6           |
| 3.     | FV Frankfurter Kickers       | 12             |                |                |                | 23:14          | 15:9           |
| 4.     | FC Hermannia Frankfurt       | 12             |                |                |                | 17:32          | 8:16           |
| 5.     | FC Germania 1894 Frankfurt   | 12             |                |                |                | 20:35          | 8:16           |
| 6.     | Frankfurter FC Victoria 1899 | 12             |                |                |                | 18:34          | 7:17           |
| 7.     | Germania Bieber              | 12             |                |                |                | 10:32          | 5:19           |
| 8.     | Germania Wiesbaden           | Teruggetrokken | Teruggetrokken | Teruggetrokken | Teruggetrokken | Teruggetrokken | Teruggetrokken |

|  | Finale om de titel |
|  | Degradatie         |

### Afdeling 2
| Plaats | Club                        | Wed. | W | G | V | Saldo | Ptn.  |
| ------ | --------------------------- | ---- | - | - | - | ----- | ----- |
| 1.     | 1. Hanauer FC 93            | 14   |   |   |   | 63:17 | 25:3  |
| 2.     | SV Wiesbaden                | 14   |   |   |   | 46:25 | 17:11 |
| 3.     | Britannia Frankfurt         | 14   |   |   |   | 52:36 | 17:11 |
| 4.     | FC Germania 01 Bockenheim   | 14   |   |   |   | 39:37 | 16:12 |
| 5.     | Offenbacher FC Kickers 1901 | 14   |   |   |   | 29:35 | 13:15 |
| 6.     | FV Amicitia 01 Bockenheim   | 14   |   |   |   | 29:47 | 12:16 |
| 7.     | Frankfurter FC 1902         | 14   |   |   |   | 22:52 | 7:21  |
| 8.     | Bockenheimer FVgg 01        | 14   |   |   |   | 22:59 | 5:23  |

### Finale
| Team #1          | Tot.  | Team #2       | 1ste wed | 2de wed |
| ---------------- | ----- | ------------- | -------- | ------- |
| 1. FC Hanauer 93 | 5 - 3 | FSV Frankfurt | 3 - 2    | 2 - 1   |